# ساموئل مناتسیان
ساموئل مناتسیان (انگلیسی: Samvel Mnatsyan؛ زادهٔ ۵ مارس ۱۹۹۰) بازیکن هاکی روی یخ ارمنی‌تبار اهل روسیه است.